# Economico (Senofonte)
L'Economico (in greco antico: Οἰκονομικός?, composto da οἶκος, casa in senso lato, e νόμος, legge), o Leggi per il governo della casa, è un dialogo dello scrittore greco antico Senofonte.

## Struttura
I primi cinque capitoli contengono un dialogo tra Socrate e Critobulo sulla oikonomìa, ossia la scienza dell'amministrazione domestica, riferito da Senofonte che afferma di avervi assistito; all'interno di questa conversazione si apre un secondo dialogo, dal cap. VII al XXI, tra Socrate e il ricco proprietario Iscomaco sulla gestione patrimoniale e sulla conduzione di una fattoria. 
Più nel dettaglio, nel primo capitolo si dà una definizione di oikonomìa come scienza, spiegando la differenza tra possesso e proprietà e che la ricchezza dev'essere commisurata al bisogno.
Socrate, poi, nel cap. 3, esamina gli oggetti della scienza economicaː la disposizione della casa, il governo dei servi, la coltivazione dei campi e l’allevamento dei cavalli, per poi discutere l’educazione e il ruolo della donna nell’economia domestica
.
Si giunge, poi, a dire che le scienze migliori sono l'arte della guerra e l'agricoltura, che educa alla giustizia e al comando. A tal proposito, Socrate riferisce, ancora, a Critobulo, l'incontro con Iscomaco, il quale parla dell'educazione della moglie; in tal modo si passa a parlare, dopo l'elogio dell'ordine, a parlare dell'ordine domestico, di cui ha responsabilità la donna come "regina della casa" e come colei che bada all'essere più che all'apparire. 
Iscomaco parla, ancora, delle sue occupazioni e si sofferma a parlare delle prerogative che devono avere i suoi sovrintendentiː lealtà, impegno, moderazione, esperienza e capacità di comando, onestà e senso di giustizia.
L'ultima parte riguarda valore e utilità dell’arte dell’agricoltura, con particolare attenzione ai vari lavoriː lavorazione del maggese, semina, zappatori, mietitura, trebbiatura, spula, coltivazione degli alberi. Infine, negli ultimi due capitoli, dopo aver ribadito che, nonostante la semplicità dell'agricoltura, Socrate e Iscomaco convengono che l'impegno e la capacità di comando sono la chiave del successo.

## Il tema della donna
Di notevole interesse, nell'Economico, è il fatto che Iscomaco ricordi le varie conversazioni tra lui e la moglie all'inizio del matrimonio, in cui che, nel governo della casa, può essere di aiuto la moglie, paragonata a un'ape regina in un alveare, ovvero guardare che nessuno resti inoperoso e ordinare ogni cosa per il meglio. Anche Esiodo aveva utilizzato l'immagine dell'ape in riferimento alla donna, ma il tono di Senofonte è completamente diverso: alla consorte viene assegnato un ruolo di responsabilità all'interno della famiglia e il matrimonio è visto come l'unione di esseri di pari dignità, disposti a collaborare reciprocamente al benessere comune. L'idea di fondo che emerge da questo scritto, è che l'agricoltura sia l'attività più utile, adatta ed educativa per un uomo libero e che sia da preferire alle attività tecniche.